# Єжове
Єжове (пол. Jeżowe) — село в Польщі, у гміні Єжове Ніжанського повіту Підкарпатського воєводства.
Населення — 5162 особи (2011).
У 1975-1998 роках село належало до Тарнобжезького воєводства.

## Демографія
Демографічна структура станом на 31 березня 2011 року:
|          | Загалом | Допрацездатний вік | Працездатний вік | Постпрацездатний вік |
| -------- | ------- | ------------------ | ---------------- | -------------------- |
| Чоловіки | 2608    | 634                | 1766             | 208                  |
| Жінки    | 2554    | 606                | 1482             | 466                  |
| Разом    | 5162    | 1240               | 3248             | 674                  |